# Estanquero
Los estanqueros fueron un grupo político chileno de tendencia conservadora, organizado en torno a la figura de Diego Portales, quien gracias a liberalización del comercio tras la independencia se dedicó a comerciar una serie de productos (tabaco, licor, naipes, té y otros artículos de procedencia extranjera) a bajo costo, pues manejaba el monopolio, o fue un período de gobierno fuerte y centralizado, capaz de terminar con el caos y desorden, que a su juicio, reinaba en el país. Estos mismos planteamientos los llevaron a formar parte de la Guerra Civil de 1829, que terminó con la victoria de la tendencia conservadora luego de la Batalla de Lircay.

## Historia

### Orígenes

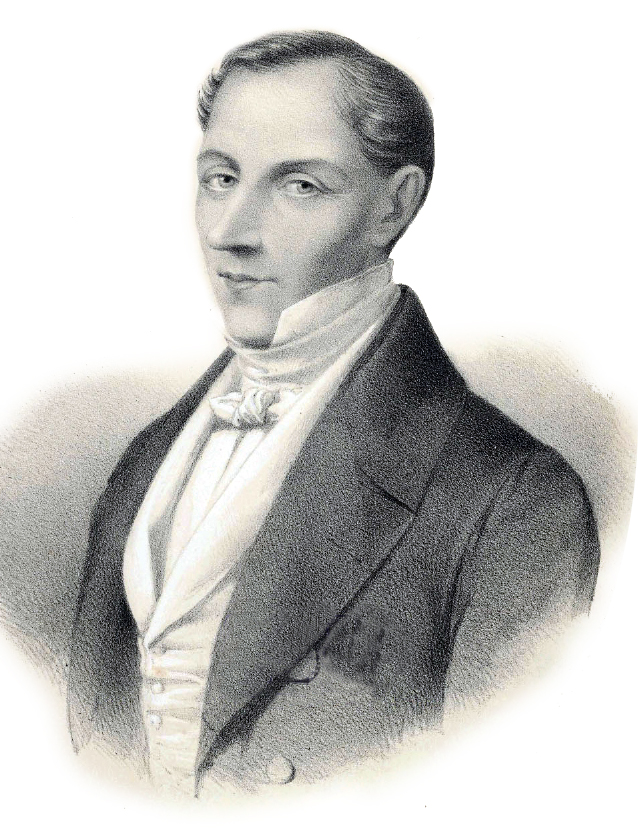
Diego Portales, caudillo de los estanqueros.

Corriente o grupo político que nació en el año 1824, en torno a la figura de Diego Portales, a quien se reconoce como el joven caudillo de este grupo. Considerado por Alberto Edwards como “un grupo pequeño, sin raíces en la opinión, y que parecía no tener otra razón de existencia que el interés personal y el odio”; pues su origen está relacionado con la medida que tomó el gobierno de Francisco Antonio Pinto, de suspender por tres meses al poder legislativo, situación que aprovechó la Caja de descuentos, para firmar un contrato con la ‘Sociedad Portales, Cea y Cía.’, (de la cual era gerente Diego Portales), a través del cual se les otorgó por diez años el monopolio exclusivo de la venta de tabacos en rama y en polvo, naipes, licores y té; artículos de procedencia extranjera, que estuvieron exentos de impuestos aduaneros.
El acuerdo además contemplaba que la compañía debía pagar anualmente a Londres 355.000 pesos y 5.000 pesos a la Caja de descuentos. Desde que la compañía de Portales firmó el contrato, hubo problemas, pues desde el principio la sociedad tuvo que “mantener vigilantes permanentes recorriendo los campos para poder quemar los cultivos de tabaco y luchar contra el contrabando, (…), el gobierno –por su parte- carecía de medios para amparar esta sociedad, por falta de policías suficientes”. Sumado a esto, el apoyo por parte de la ciudadanía escaseaba cada vez más, ya que existía descontento con el estanco.
Pero la situación que hizo decaer a la compañía de Portales fue que sus negocios no se fueron desarrollando de la manera esperada, de hecho, “la compañía sólo pudo remitir una vez la cuota a Londres, lo que le valió el descrédito del país y de los poderes públicos”, lo que llevó a la liquidación del negocio, dando lugar a un complejo y extenso proceso. Inclusive la sociedad encabezada por Portales, debió enfrentar toda clase de acusaciones y ataques, los cuales también fueron de carácter ideológico, ya que según sus detractores, “la empresa era similar o peor que la aristocracia o los mayorazgos, pues estaba en contra de los progresos de la libertad que había hecho el país”. Para septiembre de 1826 el contrato con la Sociedad Portales, Cea y Cía. fue caducado, pero más allá de la relevancia de haber perdido el monopolio de ciertos productos comerciales, el proceso de liquidación de su compañía, llevará a Portales y a sus más cercanos colaboradores a participar en la vida pública y política del país.

## Principios programáticos
Luego de constituirse como grupo político, y con mayor notoriedad en el escenario político nacional, los estanqueros, propagaron un ideario basado en el gobierno fuerte, centralizado, capaz de terminar con el caos y el desorden reinante en el país, pero que además tuviera plenas facultades para regularizar los asuntos financieros.
A juicio de los estanqueros, el comercio, en tanto origen de bonanza y fortuna, no podía desarrollarse en un régimen inestable. La denominada Anarquía imperante, además de la revolución encabezada por el general Prieto, perteneciente al peluconismo, le ofreció a Portales la posibilidad de seguir el desarrollo de los sucesos y entrar en el campo de la política. Así la situación política, se le presentó la ocasión de implementar una organización política basada exclusivamente en el principio de autoridad, que era la única que correspondía a los momentos críticos por los que atravesaba la República.

## Trayectoria histórica
El ideario de los estanqueros, asumió gran notoriedad luego del triunfo de la Batalla de Lircay (17 de abril de 1830), que afirmó al nuevo gobierno y desde el cual Portales tuvo gran injerencia e influencia como Ministro. Para asegurar el orden, Portales dispuso las siguientes medidas: Dio de baja a los oficiales y altos jefes del ejército constitucional; Mantuvo a Ramón Freire en el destierro; Impuso el orden y la disciplina en el ejército para impedir los continuos planes sediciosos; Creó la Guardia Nacional (milicia integrada por los ciudadanos en estado de cargar armas), con el fin de contrarrestar el poder del ejército profesional; Persiguió y desterró a los opositores más tenaces -entre ellos a José Joaquín de Mora-; acalló a la prensa contraria al gobierno y Estableció consejos de guerra en la capital de cada provincia para juzgar delitos políticos, donde las causas debían ser sumarias y las sentencias inapelables.
Toda la tarea que encabezó Diego Portales para dar orden y estabilidad al país, culminó con la dictación de una nueva carta magna; la Constitución de 1833, cuyos principales ideólogos fueron Mariano Egaña, Manuel José Gandarillas y por supuesto el propio Diego Portales. Esta Constitución lejos de otorgar libertades y derechos, más bien aseguró el desempeño autoritario del Poder Ejecutivo. Dotó al Presidente de la República de extraordinarias facultades, estableciendo, además, un período presidencial de cinco años, con la posibilidad de reelección inmediata, frente a lo cual el Congreso quedaba bastante disminuido. De esta forma, el gobierno de José Joaquín Prieto (1831-1841), se desarrolló bajo la gran influencia de Portales, cuyo principal objetivo fue garantizar el orden y derrocar a la oposición pipiola. A pesar del rigor, no se logró sentar las bases para una estabilidad y equilibrio político, pues se generó un fuerte descontento con la dureza y autoritarismo del gobierno.